# Гай Сульпіцій Петік
Гай Сульпіцій Петік (IV ст. до н. е.) — політичний, державний та військовий діяч Римської республіки, п'ятиразовий консул 364, 361, 355, 353 і 351 років до н. е.

## Життєпис
Походив з патриціанського роду Сульпіціїв. Син Марка Сульпіція Петіка. 
У 380 році до н. е. його було обрано військовим трибуном з консульською владою (консулярним трибуном). Воював з перемінним успіхом з герніками.
У 366 році до н. е. став цензором разом ймовірно з Авлом Потсумієм Альбіном Регілленом. Втім незабаром під час моровиці Альбін помер й Гай Петік вимушений був скласти свої повноваження.
У 364 році до н. е. його було обрано консулом разом з Гаєм Ліцинієм Кальвом. Основною турботою Петіка на цій посаді була боротьба з новою моровицею. Були запроваджені у Римі перші ігри для умиротворення богів.
У 362 році до н. е. був легатом консула Луція Генуція Авентіненса, воював з племенем герніків, але невдало. У 361 році до н. е. його вдруге було обрано консулом, знову разом з Гаєм Ліцинієм Кальвом. Знову воював з герніками, до того проти римлян виступило раніш союзницьке місто Тібур. Водночас виникла загроза з боку галлів. Тому консулам була надана влада для обрання диктатора — ним став Тит Квінкцій Пен Капітолін Криспін.
У 358 році до н. е. Гай Сульпіций Петік був обраний диктатором для війни з галлами, які захопили місто Пренесте. Гай Сульпіцій завдав біля цього міста поразку галльським військам й змусив їх залишити землі Римської республіки. За це Петік отримав тріумф.
У 355 році до н. е. його призначено інтеррексом для обрання нових консулів. Гая Сульпіція у 355 році до н. е. втретє було обрано консулом, цього разу разом з Марком Валерієм Публіколою. На цій посаді Сульпіцій вів з перемінним успіхом війну проти м. Тарквінії.
У 353 році до н. е. його вчетверте було обрано консулом, знову разом з Марком Валерієм Публіколою. Гай Сульпіцій продовжував ведення війни з етруським містом Тарквінії.
У 351 році до н. е. знову його призначено інтеррексом для обрання нових вищих магістратів. Гая Сульпіція вп'яте було обрано консулом, цього разу разом з Титом Квінкцієм Пеном Капітоліном Криспіном. Вони продовжували тривалу війну з м. Тарквінії. Втім сили римлян виявилися вичерпаними й вони уклали з Тарквініями мир на 40 років.
З того часу про подальшу долю Гая Сульпіція Петіка згадок немає.